# St. Nikolai (Geithain)

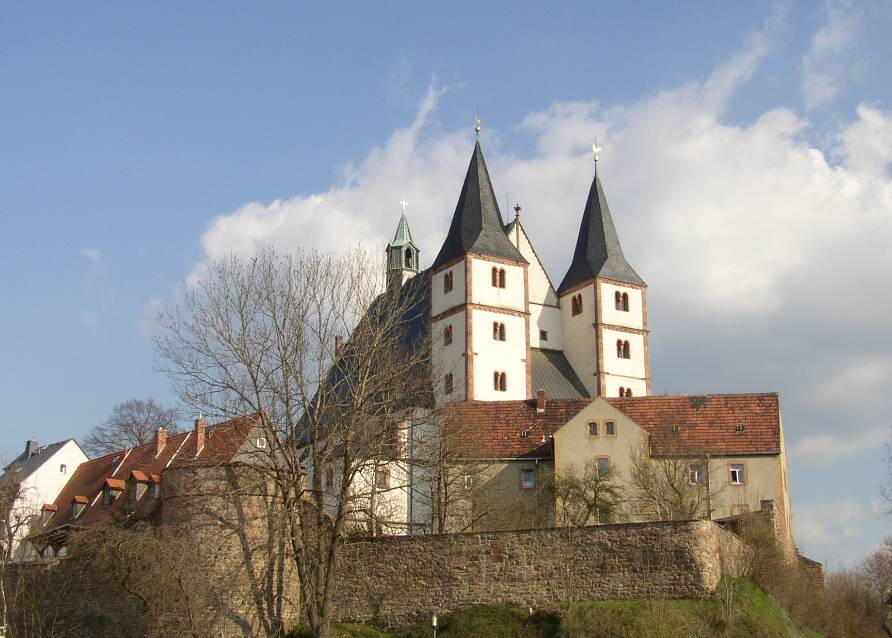
St. Nikolai (Geithain)

Die evangelische Stadtkirche St. Nikolai ist eine spätgotische Hallenkirche mit älteren Bauteilen in Geithain im Landkreis Leipzig in Sachsen. Sie gehört zur Kirchengemeinde Geithain im Kirchspiel Geithainer Land in der Evangelisch-Lutherischen Landeskirche Sachsens und prägt das Stadtbild von Geithain.

## Geschichte und Architektur

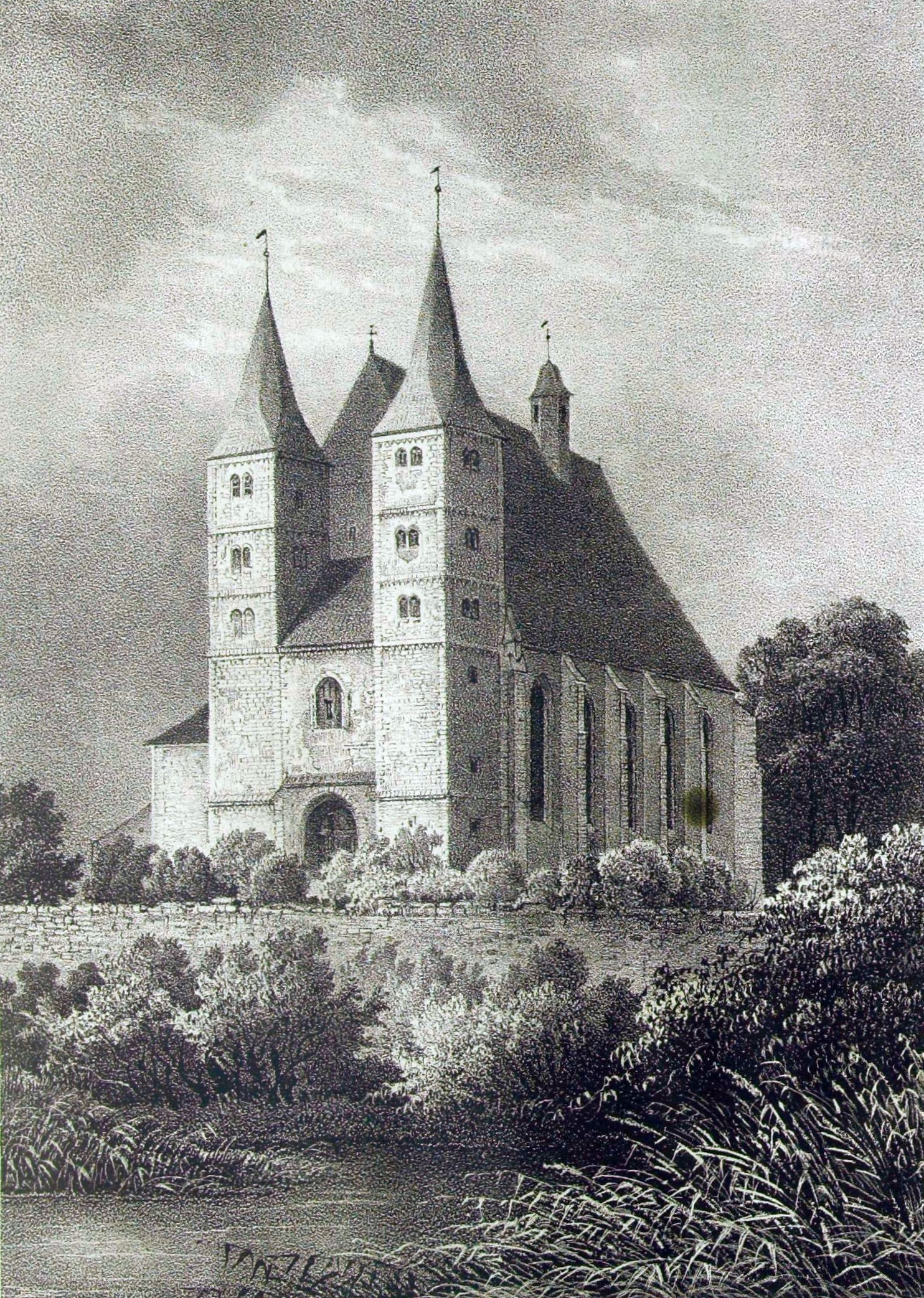
Ansicht um 1845

Aus der Zeit der Romanik stammt der zweitürmige Westbau, der damals zu einer Basilika ähnlich der Kirche des nahegelegenen Klosters Wechselburg gehörte. Im 14. Jahrhundert wurde der romanische Chor mit einem doppelt so großen, gotischen Chor ersetzt. Zwischen beiden Bauteilen steht das spätgotische dreischiffige Langhaus, dessen Bau 1504 begonnen wurde. Dafür wurde der gotische Chor teilweise abgerissen.
Das Langhaus ist etwa 30 Meter lang, 24 Meter breit und 14 Meter hoch. Der ursprüngliche Plan sah vor, dass die Pfeiler ein kompliziertes Gewölbe tragen sollten. Zur Einwölbung kam es jedoch nicht mehr, stattdessen wurde eine Flachdecke eingebaut, die 1594/95 von Adam Schilling bemalt wurde. 1902 erfolgte eine Umgestaltung des Inneren.
Die Kirche ist ein Bruchstein- und Quaderbau, dessen Gliederungselemente wie die Eckquaderung und die Gewände farblich hervorgehoben wurden. Die romanische Westfassade ist im unteren Teil als ein zweigeschossiger Riegel ausgebildet, der von Blendarkaden, Lisenen und Ecksäulen gegliedert ist. Im zweiten Geschoss befindet sich eine Gruppe aus drei Spitzbogenfenstern, die wohl aus dem 14. Jahrhundert stammt. 
Die einander sehr ähnlichen Turmschäfte sind mit gekuppelten Rundbogenfenstern versehen und von Spitzhelmen abgeschlossen. Ein romanisches Portal mit dreifach gestuftem Gewände und Dreiviertelsäulen mit Palmettenkapitellen und Flechtbandornament im Tympanon bildet den Westeingang.
Die dreischiffig und fünfjochig angelegte Hallenkirche wird vom hohen Satteldach mit Dachreiter abgeschlossen. Der etwas asymmetrisch angeordnete, bei Bau des Langhauses verkürzte Chor endet in einem leicht unregelmäßigem Fünfachtelschluss. Der eingewölbte Chor zeigt schlanke Spitzbogenfenster mit reichem hochgotischem Maßwerk, während die Fenster des Schiffs mit schlichteren Kreuzbogenmaßwerkformen ausgebildet sind. Ein zweigeschossiger Anbau beherbergt im Untergeschoss ein einstiges Beinhaus.
Das Erdgeschoss des Westbaus ist in der Mitte mit Muldengewölbe, an den Seiten mit Kreuzgratgewölben abgeschlossen. An den Ecksäulen finden sich ornamentierte Würfelkapitelle. Im Obergeschoss ist im mittleren, zum Schiff geöffneten Raum ein Rautengewölbe auf vier Pfeilern aus dem 15. Jahrhundert eingezogen.
Die kunstvolle Ausgestaltung mit Gemälden an der hölzernen Decke von Adam Schilling prägt den Raumeindruck im Innern. Die schlanken, gekehlten Achteckpfeiler mit den Gewölbeanfängern mit doppelt gekehlten Rippenfragmenten tragen Arkadenbögen, auf denen die Decke ruht. 
Im Mittelschiff zeigt die Decke von Osten nach Westen das Kursächsische Wappen, die Dreieinigkeit umgeben von Putten, den Brandenburger Adler, die Taufe Jesu, das Wappen derer von Bünau, das Weltgericht und das Stadtwappen. 
In den Randstreifen sind die Apostel dargestellt; in den Seitenschiffen sind typologische Darstellungen aus dem Alten und Neuen Testament zu finden. Im südlichen Seitenschiff sind (von Westen nach Osten) das Künstlerwappen, die Auferstehung, die Kreuzigung, Beschneidung und Geburt Christi mit dem Bildnis Luthers dargestellt. 
Im Nordschiff sind der heilige Nikolaus, die Aufrichtung der Ehernen Schlange, die Opferung Isaaks, der Sündenfall, die Erschaffung Adam und Evas und das Bildnis von Philipp Melanchthon zu finden. Die Gemälde sind mit gemalten Rahmen, Leisten und Füllflächen kombiniert, deren dekorativer Reichtum sich an niederländischen und italienischen Vorbildern orientiert.
In der Nordostecke des Schiffs ist die Sakristei mit reichem Sterngewölbe und Kielbogentür eingebaut; darüber befindet sich eine Empore mit einer reichverzierten Brüstung. An drei Seiten des Schiffes sind Emporen von 1902 eingebaut. An der Südwand finden sich reich verzierte Logen aus dem 18. Jahrhundert mit Darstellung christlicher Embleme an der Brüstung.

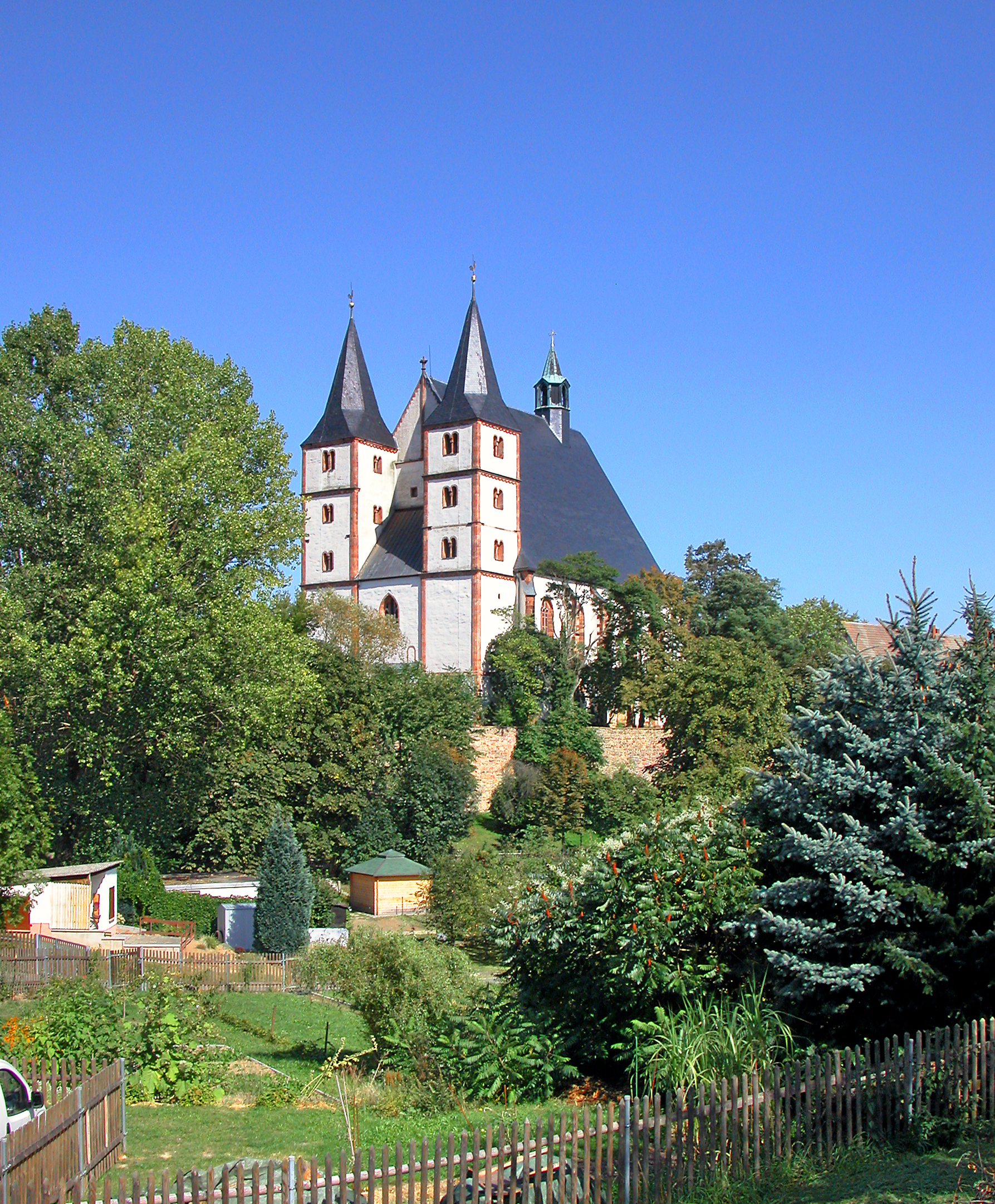
Ansicht von Südwest
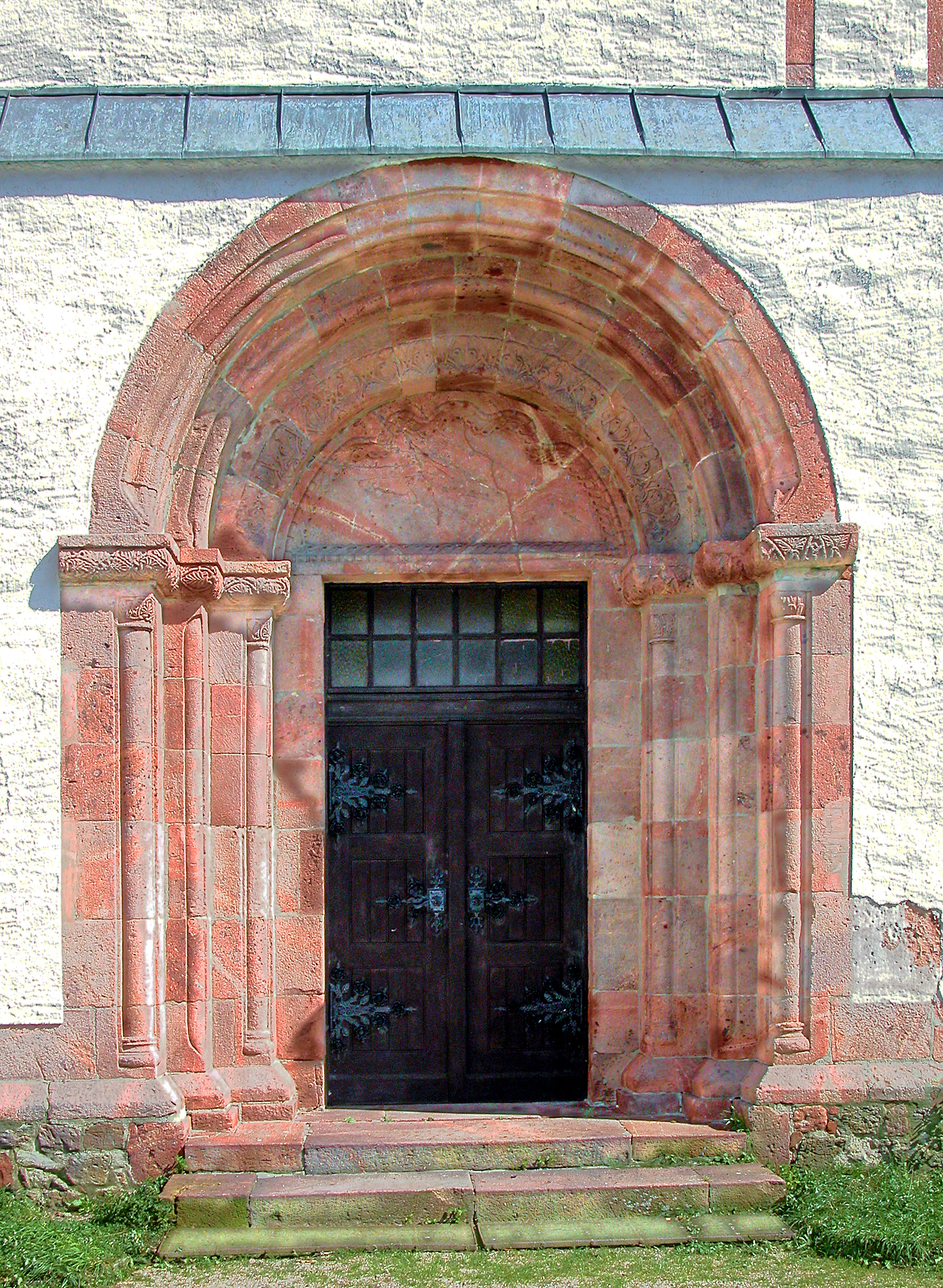
Westportal
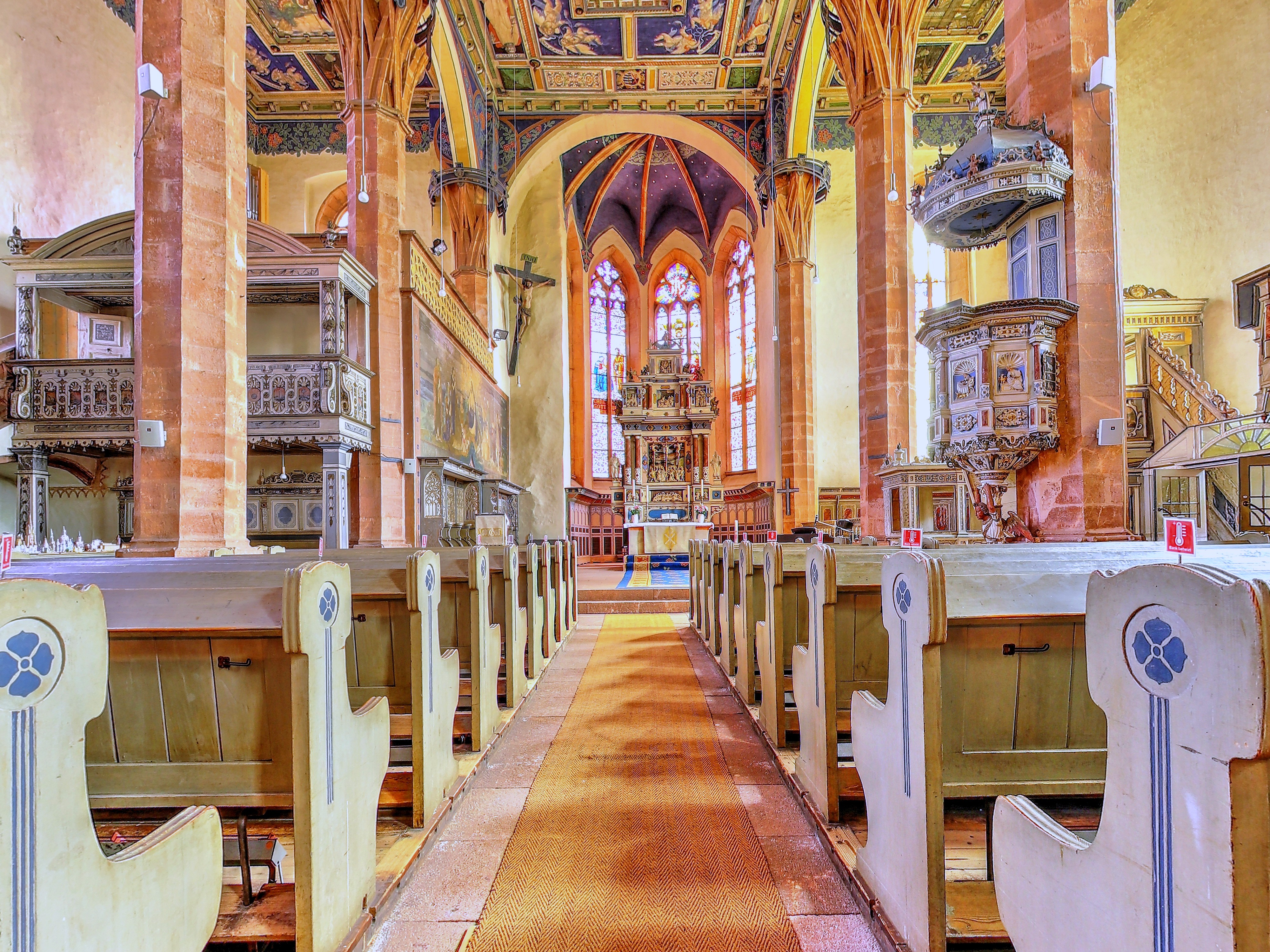
Innenansicht zum Altar
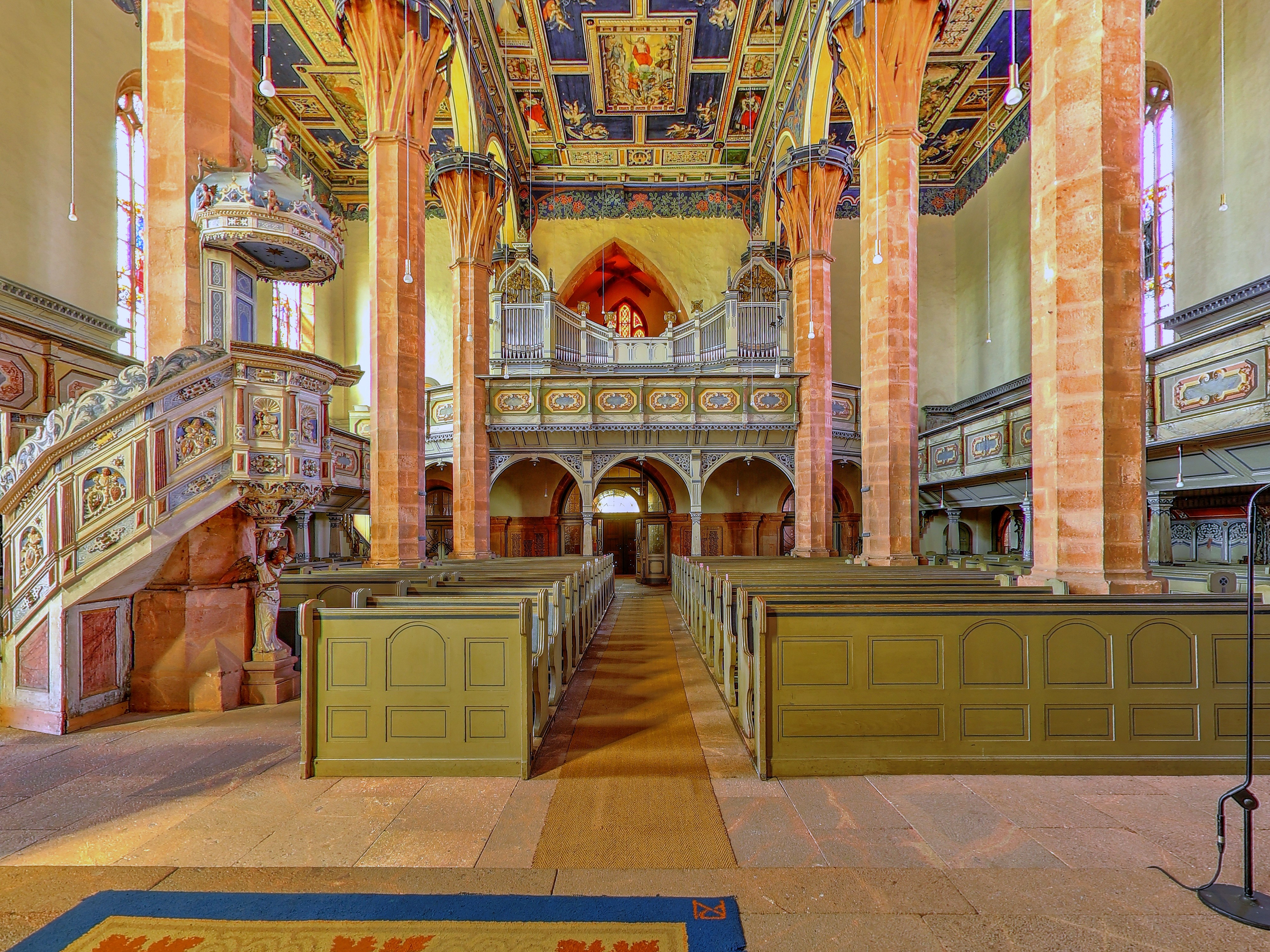
Innenansicht zur Orgel
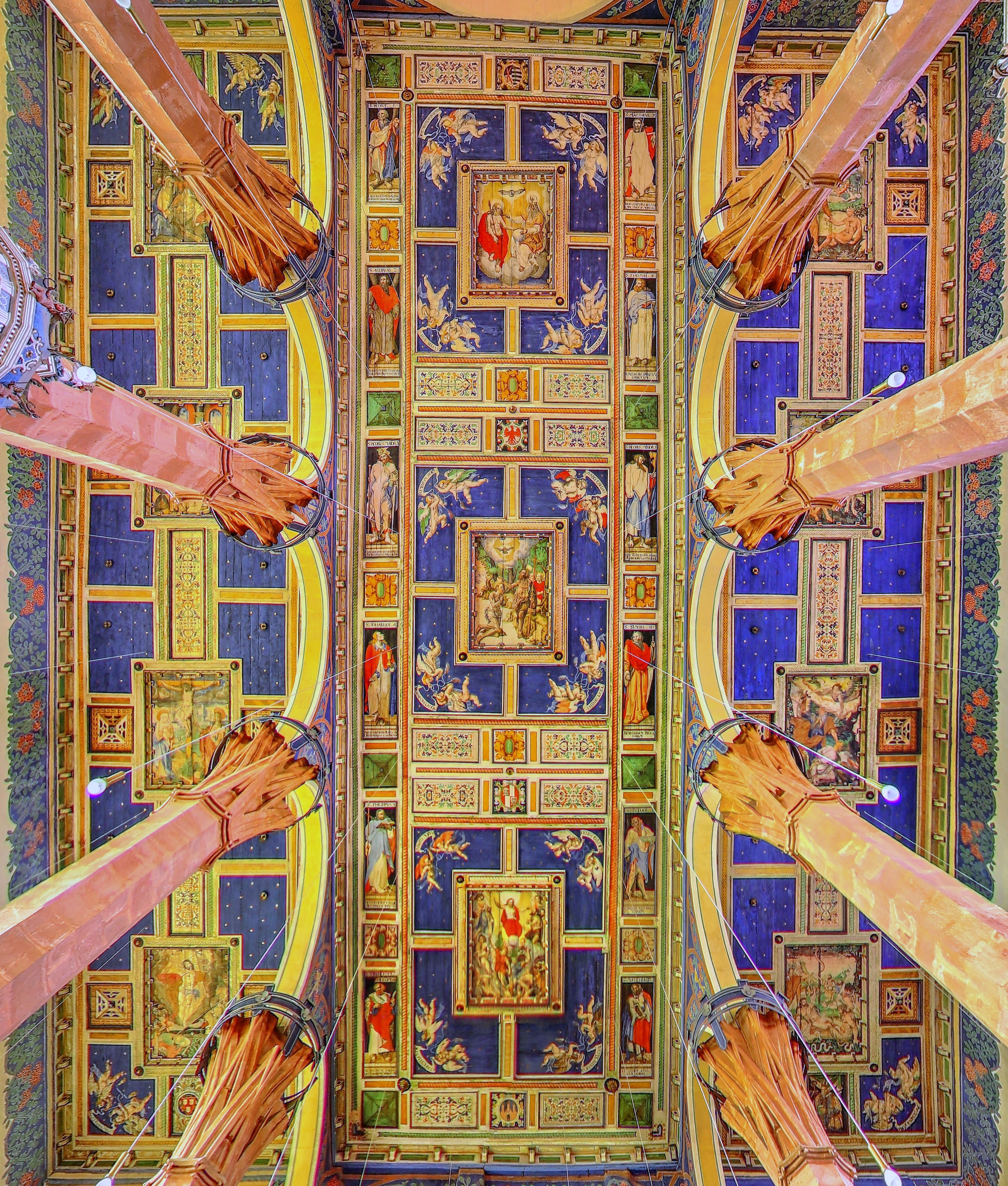
Bilderdecke

## Ausstattung
Das Hauptstück der Ausstattung bildet ein Altar von Michael Grüneberger aus Freiberg aus der Zeit um 1611 mit zweigeschossigem Aufbau, Alabasterreliefs und reichem Figurenschmuck. Er zeigt in der Predella eine Darstellung des Abendmahls flankiert von der Anbetung der Hirten und der Taufe Christi. Im Hauptfeld steht ein Sandsteinrelief der Kreuzigung mit einer gemalten Landschaft im Hintergrund, gerahmt von je zwei gekuppelten toskanischen Säulen. Über dem Gesims ist die Grablegung mit der Ölbergszene und der Kreuzabnahme dargestellt. Im Altarauszug ist ein Relief der Himmelfahrt angeordnet.
Die reichverzierte Kanzel von 1597 auf einer Engelsfigur ist ein Werk von Peter Beseler aus Freiberg und zeigt am Korb die Evangelisten und das Agnus dei. An der Kanzeltreppe sind die Wappen der Stadt Geithain, Kursachsens und Brandenburgs sowie derer von Bünau und eines Geithainer Bürgers angebracht. Der Handlauf ist als Rankenwerk ausgebildet. Der Schalldeckel zeigt Gottvater und Putten, welche die Leidenswerkzeuge tragen.
Das Chorgestühl von 1473 ist mit einer Vielfalt von Maßwerkformen in geschnitztem Relief verziert. Ein qualitätvolles überlebensgroßes Kruzifix vom Anfang des 16. Jahrhunderts ist am Triumphbogen angebracht. Ein evangelischer Beichtstuhl aus dem 18. Jahrhundert mit einem geschweiften Aufsatz mit Wappenschild zeigt an der Brüstung gemalte florale Darstellungen und Sinnsprüche.
Der breitgelagerte Orgelprospekt in Neurenaissanceformen stammt ursprünglich von Alfred Schmeisser aus dem Jahr 1902. Das Werk ist ein Neubau von Georg Wünning aus dem Jahr 2005 mit 35 Registern auf zwei Manualen und Pedal.

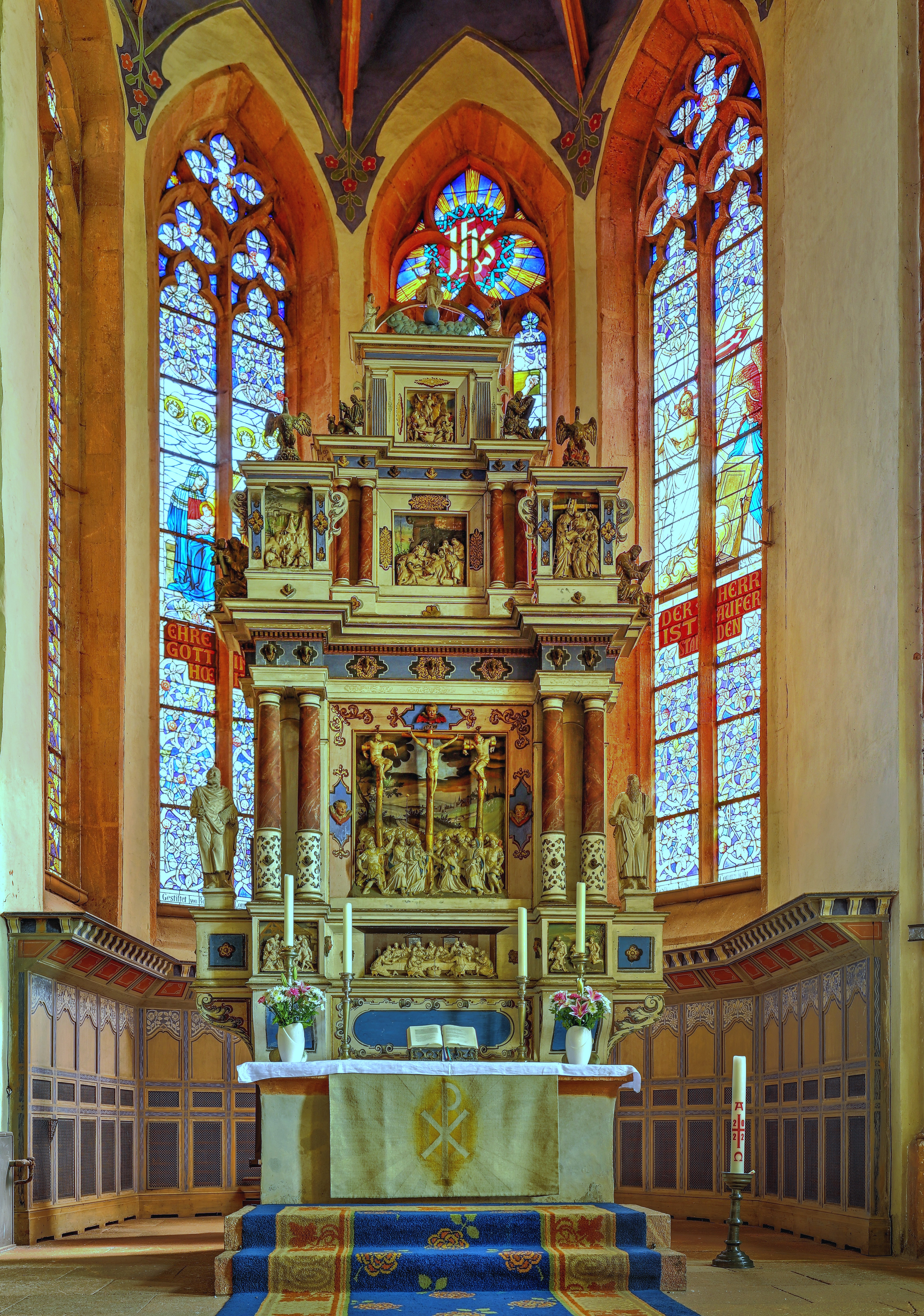
Altar
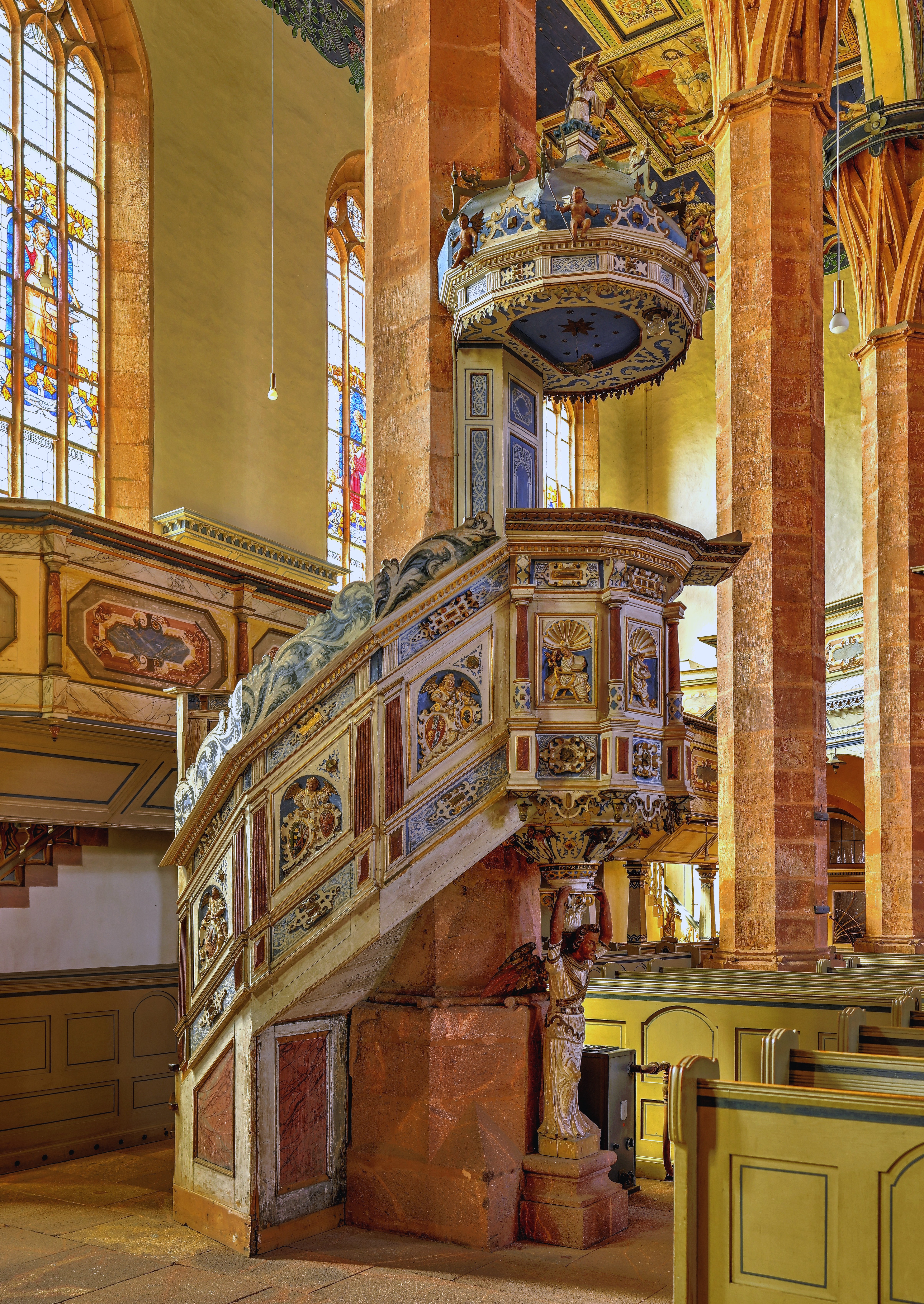
Kanzel
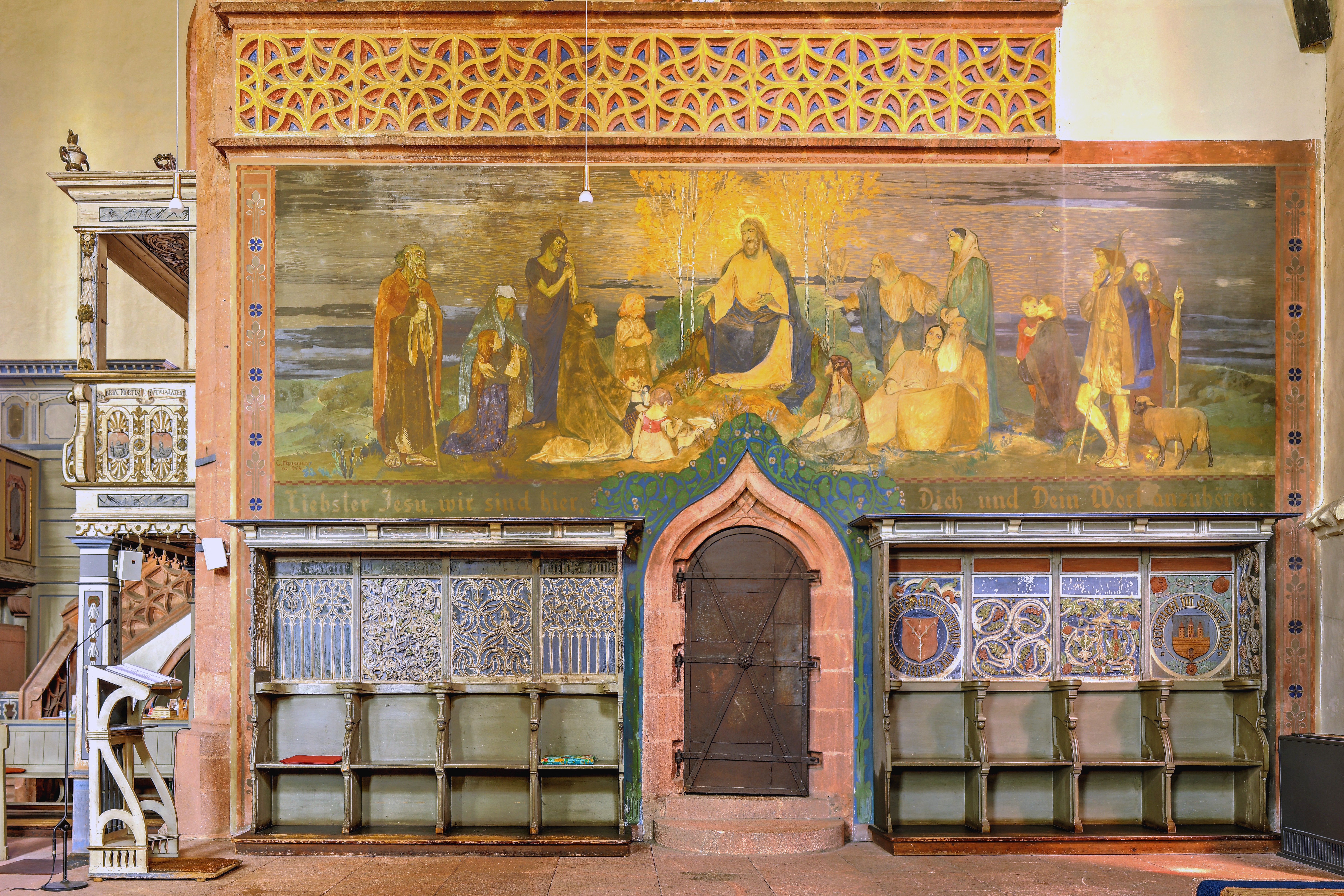
Chorgestühl und Gemälde
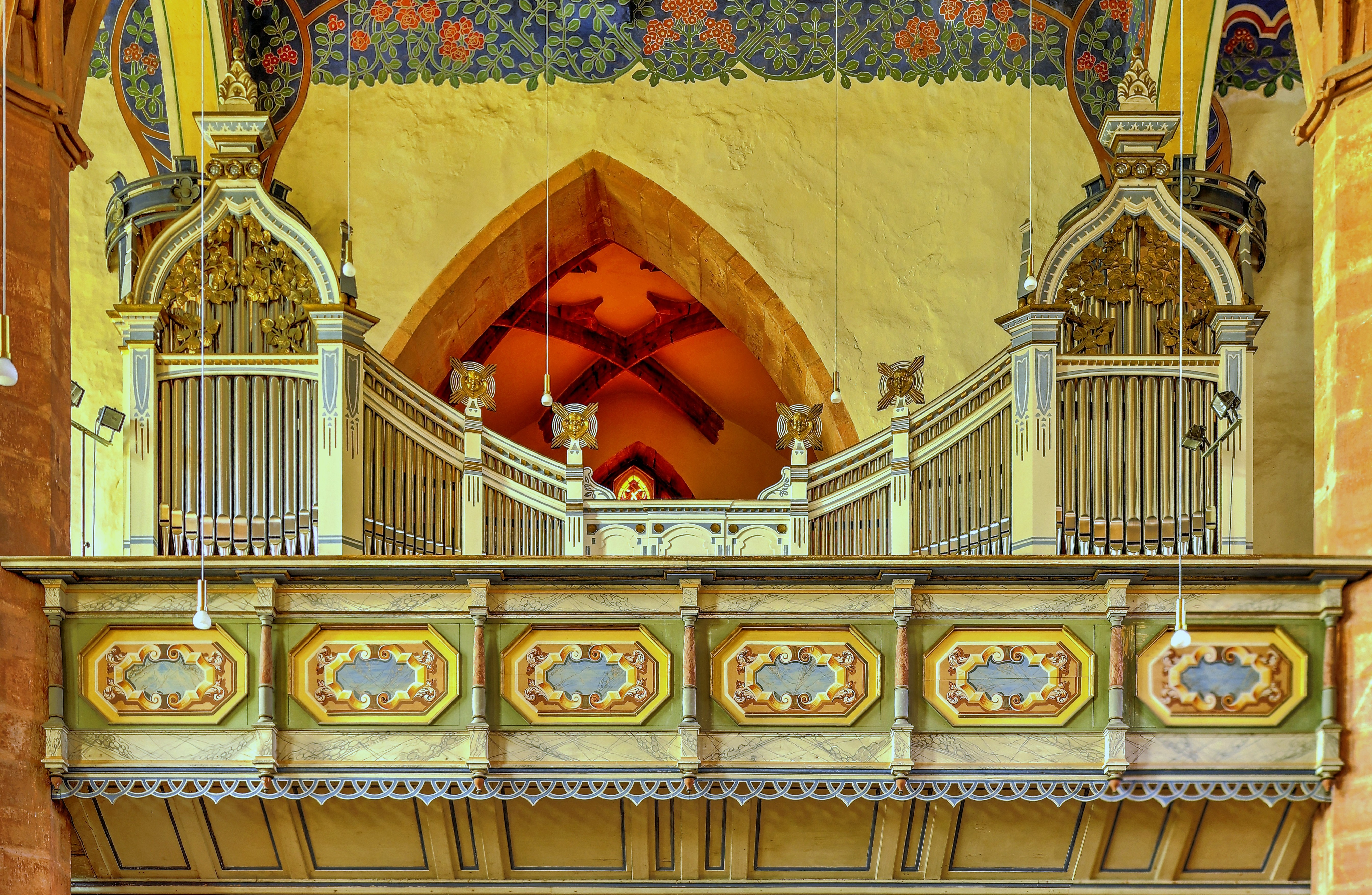
Orgel
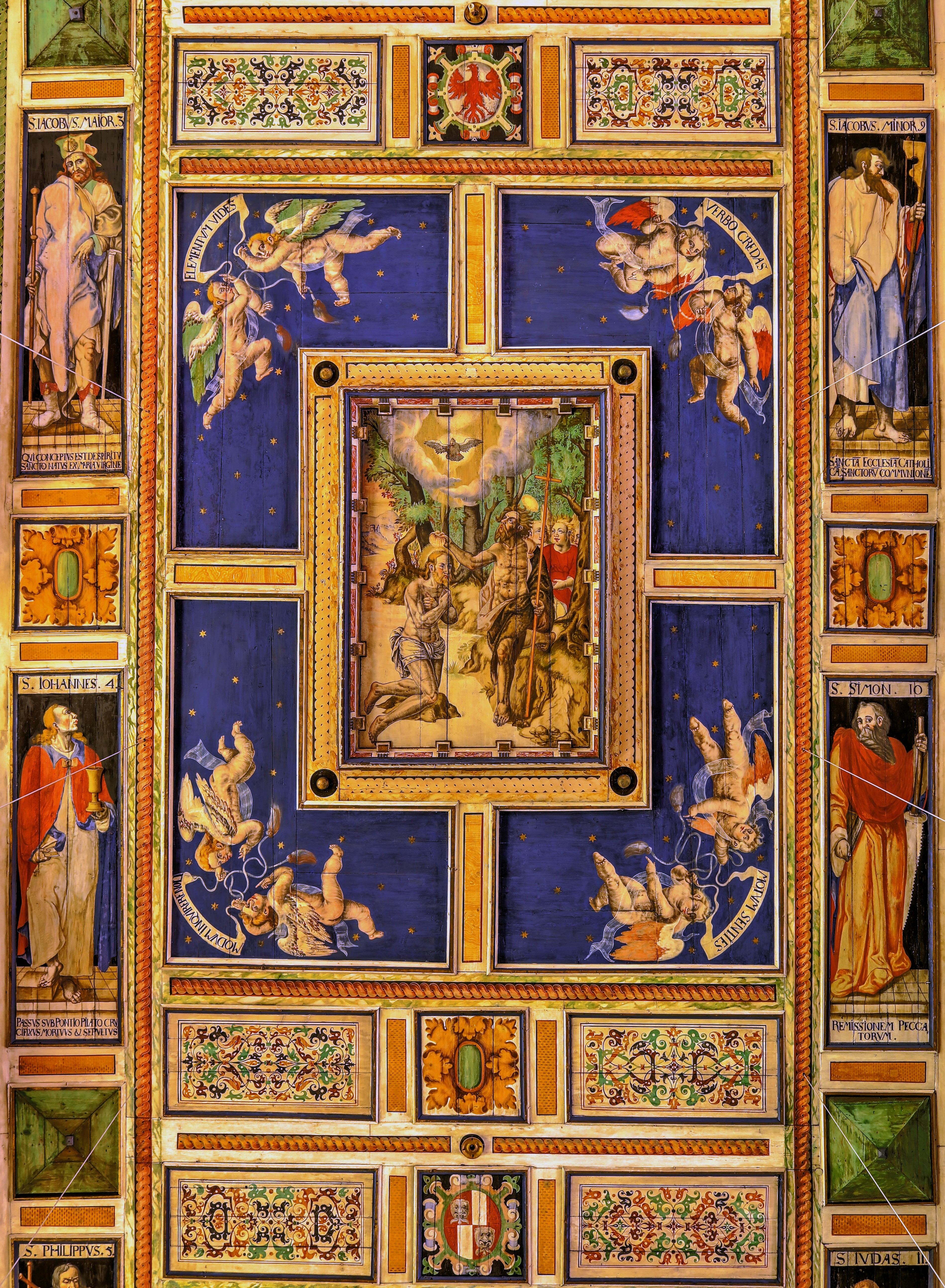
Detail Bilderdecke